# Лоитзён-Уаэрк
Лоитзён-Уаэ́рк (фр. Lohitzun-Oyhercq) — коммуна во Франции, находится в регионе Аквитания. Департамент — Атлантические Пиренеи. Входит в состав кантона Пеи-де-Бидаш, Амикюз и Остибар. Округ коммуны — Байонна.
Код INSEE коммуны — 64345.

## География

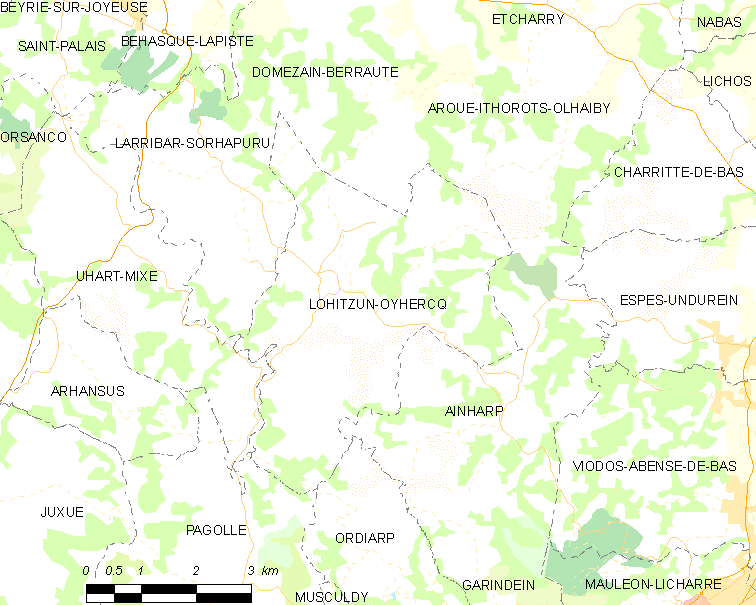
Карта коммуны

Коммуна расположена приблизительно в 680 км к юго-западу от Парижа, в 180 км южнее Бордо, в 50 км к западу от По.

### Климат
Климат тёплый океанический. Зима мягкая, средняя температура января — от +5°С до +13°С, температуры ниже −10 °C бывают редко. Снег выпадает около 15 дней в году с ноября по апрель. Максимальная температура летом порядка 20-30 °C, выше 35 °C бывает очень редко. Количество осадков высокое, порядка 1100 мм в год. Характерна безветренная погода, сильные ветры очень редки.

## Население
Население коммуны на 2010 год составляло 201 человек.
| 1962 | 1968 | 1975 | 1982 | 1990 | 1999 | 2010 |
| ---- | ---- | ---- | ---- | ---- | ---- | ---- |
| 304  | 278  | 270  | 227  | 195  | 217  | 201  |

## Администрация
| Период | Период | Фамилия              | Партия | Примечания |
| ------ | ------ | -------------------- | ------ | ---------- |
| 1995   | 2001   | Батист Лабарт        |        |            |
| 2001   | 2008   | Жан-Батист Мандрибий |        |            |
| 2008   | 2014   | Андре Саламбеэр      |        |            |
| 2014   | 2020   | Паскаль Эксилар      |        |            |

## Экономика
В 2010 году среди 122 человек трудоспособного возраста (15-64 лет) 91 были экономически активными, 31 — неактивными (показатель активности — 74,6 %, в 1999 году было 69,2 %). Из 91 активных жителей работали 85 человек (42 мужчины и 43 женщины), безработных было 6 (5 мужчин и 1 женщина). Среди 31 неактивных 9 человек были учениками или студентами, 12 — пенсионерами, 10 были неактивными по другим причинам.